# Sciurus aestuans
Sciurus aestuans är en däggdjursart som beskrevs av Carl von Linné 1766. Den ingår i släktet trädekorrar och familjen ekorrar.
Inga underarter finns listade i Catalogue of Life. Wilson & Reeder (2005) skiljer mellan 10 underarter.

## Beskrivning
Arten har samma byggnad som den eurasiatiska ekorren, men är oftast mindre. Pälsen är mellanbrun till mörkbrun på ovansidan, ljusare på buken. Den har ofta en vit fläck på kinden. Svansen är yvig, ofta med en tofs i spetsen. Kroppslängden är normalt kring 20 cm, exklusive den ungefär 18 cm långa svansen. Vikten är omkring 300 g.

## Ekologi
Habitatet utgörs av olika slags skogar från galleriskogar vid Atlantkusten till tropisk regnskog i Amazonområdet. Dessutom besöks parker i städer.
Födan består främst av frukt, speciellt palmfrukter från släktena Astrocaryum, Parajubaea och Attalea. Dessutom tar den nötter, ägg och fågelungar. Själv kan den utgöra föda åt bland annat mösskapucin.

## Utbredning
Denna ekorre förekommer i Sydamerika från södra Colombia och södra Venezuela till Guyanaregionen och södra Brasilien.

## Status
IUCN kategoriserar arten globalt som livskraftig. Några data om populationen är dock inte kända, och man anger fragmentering av populationen och habitatförlust som möjliga hot.